# Dvorac Martinis Marchi u Maslinici
Dvorac Martinis Marchi, dvorac u Maslinici, općina Šolta, zaštićeno kulturno dobro.

## Opis dobra
Dvorac Martinis-Marchi u Maslinici sagradila je 1708.g. plemićka obitelj Marchi. Dvorac je planiran poput vojne utvrde s unutrašnjim dvorištem i istaknutom četverokatnom kulom u začelju. U podnožju kule je skarpa, a po čitavom korpusu su otvori za topove, puškarnice u obliku ključanice i mašikule na zadnjem katu. Dijagonalno na jugoistoku sklopa je ugaona stražarnica na konzolama. Nad glavnim ulazom na istočnom pročelju bio je grb i natpis u kartuši iz 1708.g. o gradnji i naseljavanju Maslinice. Koncem 19. st. rasprodan je bogati inventar, knjižnica i zbirka oružja obitelji Martinis-Marchi i Alberti. U novije vrijeme dvorac je adaptiran za luksuzni ugostiteljski objekt.

## Zaštita
Pod oznakom Z-4771 zaveden je kao nepokretno kulturno dobro - pojedinačno, pravna statusa zaštićena kulturnog dobra, klasificirano kao "javne građevine".